# Charles Cobbe
Pour les articles homonymes, voir Cobbe.
Charles Cobbe (1686 à Swarraton – 1765) est archevêque de Dublin de 1743 à 1765 et, à ce titre, primat d'Irlande.

## Formation et famille
Cobbe est le deuxième fils de Thomas Cobbe, de Swarraton, Winchester, receveur général du comté de Southampton, par son mariage avec Veriana Chaloner. Il fait ses études au Winchester College et au Trinity College d'Oxford.
Le grand-père maternel de Charles Cobbe, James Chaloner, est gouverneur de l'île de Man de 1658 à 1660. Après la Restauration de la monarchie, Chaloner se suicide en s'empoisonnant à l'approche des soldats anglais, sachant qu'ils avaient ordre de l'arrêter et de sécuriser son château pour le roi. Dans certaines sources, le père de Cobbe, Thomas Cobbe, porte également le titre de gouverneur de l'île de Man. Le frère aîné de Cobbe est le colonel Richard Chaloner Cobbe.

## Carrière
Cobbe arrive en Irlande en août 1717 comme aumônier de son cousin Charles Paulet, 2e duc de Bolton, Lord-lieutenant d'Irlande. En janvier de l'année suivante, il est nommé doyen d'Ardagh. En 1720, il est nommé évêché de Killala. En 1726, il est transféré au siège de Dromore et, en 1731, il est promu à l'évêché de Kildare et au doyenné de Christ Church. Il occupe ce poste jusqu'au 10 mars 1743, date à laquelle il est intronisé archevêque de Dublin le plaçant au quatrième rang dans le gouvernement de l'Irlande.

## Vie privée
En 1730, Cobbe épouse Dorothea Levinge, Lady Rawdon, fille de Richard Levinge, 1er baronnet et de Mary Corbin. Sa femme est la veuve de John Rawdon, de Moira, comté de Down, et a déjà deux fils de Rawdon : John, plus tard comte de Moira ; et Arthur Rawdon. De son mariage avec Cobbe, Dorothea donne naissance à deux autres fils avant sa mort en donnant naissance à leur deuxième fils:
- Charles Cobbe (1731–1750), décédé célibataire[4]
- Thomas Cobbe (1733–1814), qui épouse Eliza Beresford, une fille cadette de Marcus Beresford, 1er comte de Tyrone, et Catherine Power, suo jure baronne La Poer, en 1751. Elle est la sœur de George Beresford, 1er marquis de Waterford, John Beresford, député, et William Beresford, 1er baron Decies[4].

Cobbe est le fondateur de la célèbre famille Cobbe en Irlande et construit la maison ancestrale de Newbridge Demesne à l'extérieur de Dublin entre 1747 et 1752. La collection de Newbridge est documentée dans The Cobbe Cabinet of Curiosities: An Anglo-Irish Country House Museum.
Il meurt au palais de St. Sepulchre, siège des archevêques de Dublin, le 14 avril 1765, et est inhumé à Newbridge Demesne, Donabate.